# 木村金属工業
木村金属工業株式会社（きむらきんぞくこうぎょう）は、銅スクラップを中心に非鉄金属の卸売などを行う日本の企業。

## 概要
メーカーから回収した廃電線を加工・選別し銅原料やナゲット銅として出荷する業務を行う。月間の取扱量は約2000トン、うち95%を銅が占めているが付随する形でアルミニウム・鉄・ステンレス等も扱う。創業時からの主要な取引先に三菱マテリアルがある。

## 沿革
特記なき記述の出典：
- 1952年（昭和27年） - 木村善一が大阪市南区谷町に創業。
- 1956年（昭和31年） - 現本社に移転。
- 1958年（昭和33年） - 倉庫・選別解体業務を尼崎倉庫（兵庫県尼崎市小中島）に移転。
- 1971年（昭和46年） - 公害処理工場「ナゲット工場」（現有田工場）を和歌山県有田川町に設立。関西地方では初となったナゲット銅の生産設備を有する。
- 1994年（平成6年） - 社長に木村昌三が就任。尼崎倉庫を大正倉庫へ移転。
- 2014年（平成26年） - 社長に木村尚史が就任。
- 2025年（令和7年） - 電線ケーブルの剥離加工を目的とする能勢事業所を能勢町に設立[2]。

## 歴代代表者
- 木村善一（きむら ぜんいち、1920年[3] - 2010年1月10日[4]）
  - 木村金属工業創業者。競走馬の馬主としても知られ、阪神馬主協会会長を務めていた[5]。勝負服の柄は黄、青銭形散、海老袖、冠名には「キシュウ」や「キシュー」および「ランド」を用いた。主な所有馬にランドプリンス（皐月賞）。キシュウローレル（阪神3歳ステークスなど）、ランドヒリュウ（高松宮杯など）、ランドパワー（中山大障害）。
- 木村昌三（きむら しょうぞう）
  - 善一の長男[4]であり、2代目社長を務めた[1]。2014年より取締役会長[6]。父と同様に馬主であり、阪神馬主協会会長を歴任し、2025年4月より日本馬主協会連合会会長および阪神馬主協会名誉会長[7]、5月より日本中央競馬会運営審議員[8]を務める。勝負服や冠名は善一と同一である。

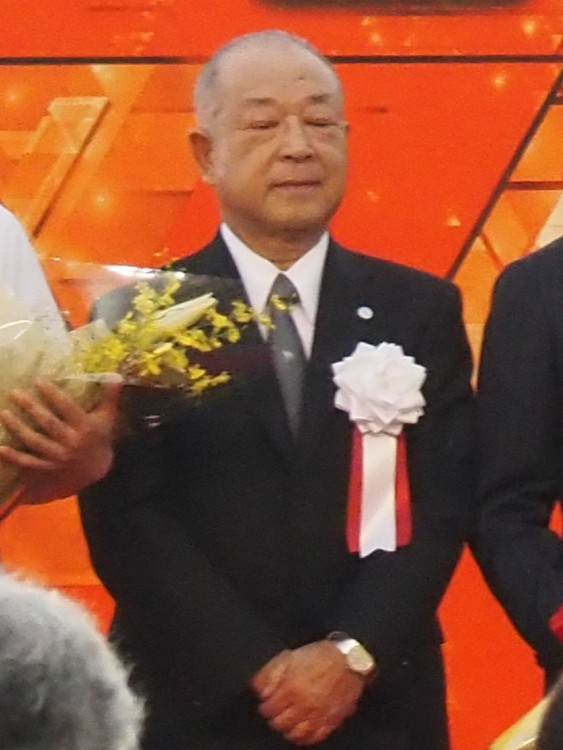
木村昌三（第92回東京優駿表彰式）

- 木村尚史（きむら なおふみ、1977年9月17日[6] - ）
  - 昌三の息子[9]であり現社長。帝塚山大学経済学部を卒業後、丸紅メタルを経て2007年に木村金属工業へ入社[6]。関西非鉄リサイクル協同組合青年部会会長を務める[1]。

## 事業拠点
出典：
- 有田工場（和歌山県有田郡有田川町小島253）
- 大正倉庫（大阪府大阪市大正区鶴町5-5-12）
- 能勢事業所（大阪府豊能郡能勢町地黄55-1）